# A Nazionale 1977-1978
La A Nazionale 1977-1978 è stata la 38ª edizione del massimo campionato greco di pallacanestro maschile. La vittoria finale è stata ad appannaggio dell'Olympiakos.

## Risultati

### Stagione regolare
|     | Squadra          | G  | V  | P  | PF | PS | Pt. | Qualificazione            |
| --- | ---------------- | -- | -- | -- | -- | -- | --- | ------------------------- |
| 1.  | Olympiakos       | 22 | 21 | 1  |    |    | 43  |                           |
| 2.  | Panathīnaïkos    | 22 | 19 | 3  |    |    | 41  |                           |
| 3.  | Panellīnios      | 22 | 14 | 8  |    |    | 36  |                           |
| 4.  | Paniōnios        | 22 | 13 | 9  |    |    | 35  |                           |
| 5.  | Iōnikos Nikaias  | 22 | 13 | 9  |    |    | 35  |                           |
| 6.  | Maroussi         | 22 | 13 | 9  |    |    | 35  |                           |
| 7.  | AEK Atene        | 22 | 10 | 12 |    |    | 32  |                           |
| 8.  | Aris Salonicco   | 22 | 10 | 12 |    |    | 32  |                           |
| 9.  | PAOK Salonicco   | 22 | 8  | 14 |    |    | 30  |                           |
| 10. | Sporting Atene   | 22 | 7  | 15 |    |    | 29  |                           |
| 11. | XAN Salonicco    | 22 | 3  | 19 |    |    | 24  | retrocesse in B Nazionale |
| 12. | Apollon Patrasso | 22 | 1  | 21 |    |    | 20  | retrocesse in B Nazionale |

| A Nazionale 1977-1978 |
| --------------------- |
| Olympiakos 4º titolo  |

## Formazione vincitrice
| N° | Naz.                   | Ruolo | Sportivo              |  | Alt. |  |
| -- | ---------------------- | ----- | --------------------- |  | ---- |  |
|    | Grecia (bandiera)      |       | Steve Giatzoglou      |  |      |  |
|    | Grecia (bandiera)      | AC    | Giōrgos Kastrinakīs   |  | 204  |  |
|    | Grecia (bandiera)      |       | Paulos Diakoulas      |  |      |  |
|    | Stati Uniti (bandiera) |       | Paul Melini           |  |      |  |
|    | Grecia (bandiera)      |       | Thanasis Rammos       |  |      |  |
|    | Grecia (bandiera)      |       | Giōrgos Mparlas       |  |      |  |
|    | Grecia (bandiera)      |       | Giannis Garonis       |  |      |  |
|    | Grecia (bandiera)      |       | Nikos Sismanidīs      |  |      |  |
|    | Grecia (bandiera)      |       | Tolīs Spanos          |  |      |  |
|    | Grecia (bandiera)      |       | Kimonas Kokorogiannis |  |      |  |
|    | Grecia (bandiera)      |       | Heliotis              |  |      |  |
|    | Grecia (bandiera)      |       | Spetsiotis            |  |      |  |
|    | Grecia (bandiera)      |       | Karelas               |  |      |  |
|    | Grecia (bandiera)      | All.  | Kōstas Mourouzīs      |  |      |  |